# Aristolochia saccata
Aristolochia saccata Wall. – gatunek rośliny z rodziny kokornakowatych (Aristolochiaceae Juss.). Występuje naturalnie w północno-wschodniej części Indii (między innymi w stanie Sikkim), w Nepalu, Bhutanie, Mjanmie oraz w południowej części Chin (w prowincji Junnan oraz Tybetańskim Regionie Autonomicznym).

## Morfologia
PokrójKrzew o pnących, owłosionych i brązowych pędach.
LiścieMają owalny, sercowaty lub owalnie lancetowaty kształt. Mają 20–35 cm długości oraz 15–30 cm szerokości. Są skórzaste. Nasada liścia ma sercowaty kształt. Z ostrym wierzchołkiem. Od spodu są owłosione i mają białawą barwę. Ogonek liściowy jest nagi lub owłosiony i ma długość 8–10 cm.
KwiatyZygomorficzne. Zebrane są po 3–5 w gronach. Mają żółto-zielonkawą barwę z purpurowymi plamkami. Mają kształt wygiętej tubki. Łagiewka jest kulista u podstawy.
OwoceTorebki o jajowatym kształcie. Mają 5 cm długości i 3 cm szerokości. Pękają u podstawy.

## Biologia i ekologia
Rośnie w gęstych lasach. Kwitnie od maja do czerwca, natomiast owoce pojawiają się od sierpnia do września.